# Гибель Японии (фильм, 1973)
«Гибель Японии»  (яп. 日本沈没: нихон тимбоцу; англ. Submersion of Japan) — японский фильм, поставленный в жанре фильма-катастрофы в 1973 году режиссёром Сиро Моритани по научно-фантастическому роману Сакё Комацу «Гибель Дракона» (иные варианты перевода названия — «Япония тонет», «Тонущая Япония» или «Затопление Японии»). Впервые в истории японского кино к работе над фильмом в качестве консультантов были привлечены крупнейшие учёные — геофизики, сейсмологи, океанографы, вулканологи. Возможно, именно благодаря участию учёных фантастическая катастрофа выглядит на экране так убедительно. Фильм который повторяет события показывает альтернативную версию, где Японию все таки удается спасти.

## Сюжет
Двести миллионов лет назад, Земля была единым континентом. Годы прошли, и единый массив суши разделяется на более мелкие континенты и острова. Тридцать миллионов лет назад, Япония была частью азиатского континента, и с тех пор отделилась, и стала собственным архипелагом. Скоро, в будущем произойдет еще один сдвиг суши, который изменит историю планеты. 
Настоящее время. Первые признаки надвигающейся катастрофы обнаружили исследователи морских глубин. Осматривая дно японской впадины, профессор Тадокоро заметил серьёзнейшие изменения земной коры и предположил, что надвигается гигантский катаклизм, способный уничтожить бо́льшую часть страны.
Подтверждение печальных предположений профессора последовало очень скоро: началось извержение вулкана вблизи Токио, острова содрогнулись от первых толчков землетрясения, поднятые им огромные волны захлестнули побережья.
Правительство собрало учёных на совещание. Что ждёт японские острова? Ужасные бедствия, может быть, гибель — таково мнение профессора Тадокоро. Трудно поверить в страшное. К мнению Тадокоро со всей серьёзностью  отнёсся только старый Ватари, когда-то работавший вместе с нынешним  премьер-министром Ямамото. У Ватари свои причины ждать беды: ласточки, все разом, вдруг покинули Японию! Ватари уговорил Ямамото начать работу над секретными проектами спасения населения. Группа учёных провела дополнительные исследования морского дна. Их заключение не оставляет места надежде: Япония погибнет, меньше чем через год море поглотит острова. 
Предсказания учёных начинают сбываться со страшной быстротой. Новый толчок землетрясения разрушил Токио. Треть населения города погибла под развалинами, в огне пожаров. Спасательные команды не в силах справиться с огнём. Правительство предпринимает отчаянные попытки хоть чем-нибудь помочь людям. Но поздно... Гибель страны неминуема. 
Ямамото рассылает секретные послания иностранным правительствам, умоляет спасти нацию, принять и расселить 110 миллионов японцев, которые должны покинуть страну. Немногие государства соглашаются на это. С откровенным цинизмом заявляет глава одного из них: «Если уж принимать что-нибудь японское, я предпочёл бы художественные ценности, а не людей».
Тем временем стихии набирают силу. Толчки землетрясения следуют один за другим. Разрушены города, поля засыпаны вулканическим пеплом, железные дороги обрушиваются в бездну. Страна разделена на части. Только чудом сохранившиеся телефонные линии соединяют людей. В разрушенном, объятом пожаром, засыпанным чёрным пеплом Токио мечется Онодэра, молодой водитель батискафа, вместе с профессором Тадокоро первым узнавший о надвигающейся катастрофе. Он ещё успел бы бежать, но где-то в глубине страны осталась его невеста Рэйко. Крушение железной дороги преградило ей путь в Токио. В последний раз телефон донёс её голос:
— Онодэра... я тебя разыщу... не жди меня!
Началась массовая эвакуация населения. К берегам гибнущей Японии подошли американские и советские корабли, на уцелевшие аэродромы сели советские транспортные самолёты. На кораблях, на самолётах покидали японцы вскормившую их землю (некоторые остались чтобы достойно встретить свою смерть в родной стране, такие как господин Ватари). И сама земля, опалённая, истерзанная, постепенно исчезала, скрывалась под волнами океана. Затонул остров Сикоку, раскололся на двое и перестал существовать остров Кюсю, нет больше Хоккайдо. Ни клочка земли над ровной поверхностью волн не осталось от того, что было когда-то Японией. Солнце взошло над океаном и не увидело своей страны.
По чужой снежной равнине движется поезд, уносящий Рэйко. В другом конце света смотрит из окна поезда на расстилающуюся вокруг пустыню Онодэра...

## В ролях
- Кэйдзю Кобаяси — профессор Тадокоро (руководитель проекта D-1)
- Тэцуро Тамба — премьер-министр Ямамото
- Хироси Фудзиока — Тосио Онодэра
- Аюми Исида — Рэйко Абэ
- Юсукэ Такита — доцент Юкинага (геофизик)
- Хидэаки Нитани — Наката
- Сёго Симада — Ватари
- Набуо Накамура — посол Японии в Австралии
- Исао Нацуяги — Юуки
- Тадао Накамару — Куниэ (из разведывательного управления)
- Кунио Мурай — Катаока
- Мидзухо Судзуки — министр науки

## Премьеры
- — национальная премьера фильма состоялась 29 декабря 1973 года[1].
- — премьера в Европе прошла 7 ноября 1974 года в ФРГ[1].
- — на американском континенте фильм впервые был показан в мае 1975 года в США[1].
- — французская премьера фильма состоялась 28 мая 1975 года в Париже[1].
- — 6 октября 1975 года фильм был впервые показан в шведской столице Стокгольме[1].
- — с 15 декабря 1975 года фильм демонстрировался в польском кинопрокате[1].
- — премьера в Испании состоялась 23 декабря 1975 года[1].
- — с апреля 1976 года фильм демонстрировался в советском прокате[комм. 1][2].
- — 30 апреля 1976 года фильм вышел в кинотеатрах Хельсинки (Финляндия)[1].

## Комментарии
1. ↑  В советском прокате фильм демонстрировался с апреля 1976 года, р/у Госкино СССР № 2303/75 (до 22 октября 1982 года) — опубликовано: «Аннотированный каталог фильмов действующего фонда: Зарубежные художественные фильмы», В/О «Союзинформкино» Гл. упр. кинофикации и кинопроката Госкино СССР, М.-1980, С. 42—43.